# Кодже
Кодже́ (кор. 거제시, 巨濟市, Geoje-si, Kŏje-shi) — місто в південнокорейській провінції Південна Кьонсан. Цілком лежить на кількох островах, найбільший з яких — Коджедо.

## Історія
Територія, де розташований сучасний Кодже, належала до одного з племінних союзів Пьонхан. Вперше назва Кодже виникла 757 року, коли місто входило до складу держави Об'єднане Сілла. За часів Корьо 983 року Кодже отримав назву Кісон і статус хьон. За часів держави Чосон назву було змінено на Чечхан, а 1423 року місту повернули ім'я Кодже. Під час Імджинської війни Кодже сильно постраждав від ударів японських морських сил.
Під час Корейської війни на острові існував концентраційний табір «№ 76» для військовополонених — північнокорейських та китайських солдатів. 7 травня 1952 року після спроби американських військ зірвати репатріацію військовополонені підбурили повстання, захопили та судили начальника табору генерала Ф. Додда. Під час придушення повстання американські війська застосували танки, а також неодноразово використали хімічну зброю.
Статус міста було надано 1989 року.

## Географія
Місто Кодже в основному розташовано на острові Коджедо біля південних берегів Корейського півострова неподалік від Пусана. Коджедо — другий за величиною острів у складі Південної Кореї.

### Клімат
Місто знаходиться у зоні, котра характеризується вологим субтропічним кліматом. Найтепліший місяць — серпень із середньою температурою 25 °C (77 °F). Найхолодніший місяць — січень, із середньою температурою 0.6 °С (33 °F).
| Клімат Кодже            | Клімат Кодже | Клімат Кодже | Клімат Кодже | Клімат Кодже | Клімат Кодже | Клімат Кодже | Клімат Кодже | Клімат Кодже | Клімат Кодже | Клімат Кодже | Клімат Кодже | Клімат Кодже | Клімат Кодже |
| Показник                | Січ.         | Лют.         | Бер.         | Квіт.        | Трав.        | Черв.        | Лип.         | Серп.        | Вер.         | Жовт.        | Лист.        | Груд.        | Рік          |
| Середній максимум, °C   | 6            | 8            | 12           | 17           | 22           | 25           | 27           | 29           | 25           | 21           | 14           | 9            | 17           |
| Середня температура, °C | 1            | 3            | 7            | 12           | 17           | 20           | 24           | 25           | 21           | 16           | 9            | 4            | 13           |
| Середній мінімум, °C    | −2           | −1           | 2            | 7            | 12           | 16           | 21           | 22           | 17           | 10           | 4            | 0            | 9            |
| Норма опадів, мм        | 38           | 58           | 89           | 172          | 189          | 259          | 316          | 267          | 185          | 76           | 60           | 29           | 1738         |
| ----------------------- | ------------ | ------------ | ------------ | ------------ | ------------ | ------------ | ------------ | ------------ | ------------ | ------------ | ------------ | ------------ | ------------ |
| Джерело: Weatherbase    |              |              |              |              |              |              |              |              |              |              |              |              |              |

## Адміністративний поділ
Кодже адміністративно поділяється на 9 мьонів і 10 тонів (донів):
| Назва            | Хангиль  | Площа, км²                 | Населення, осіб                 | Внутрішній поділ     |
| ---------------- | -------- | -------------------------- | ------------------------------- | -------------------- |
| Ірун-мьон        | 일운면   | 30,5                       | 6 158                           | 6 рі                 |
| Йончхо-мьон      | 연초면   | 40,09                      | 8 161                           | 10 рі                |
| Кодже-мьон       | 거제면   | 38,28                      | 7 140                           | 11 рі                |
| Намбу-мьон       | 남부면   | 31,85                      | 3 044                           | 5 рі                 |
| Садин-мьон       | 사등면   | 59,95                      | 9 039                           | 11 рі                |
| Тонбу-мьон       | 동부면   | 52,49                      | 3 737                           | 8 рі                 |
| Тундок-мьон      | 둔덕면   | 33,77                      | 3 745                           | 9 рі                 |
| Хачхон-мьон      | 하청면   | 29,09                      | 4 917                           | 9 рі                 |
| Чанмок-мьон      | 장목면   | 36,87                      | 5 699                           | 11 рі                |
| Аджу-дон         | 아주동   | 12,47                      | 8 725                           |                      |
| Кохьон-дон       | 고현동   | 5,15                       | 40 489                          |                      |
| Маджон-дон       | 마전동   | 1,92                       | 5 728                           |                      |
| Нинпхо-дон       | 능포동   | 3,21                       | 12 936                          |                      |
| Окпхо 2(і)-дон   | 옥포2동  | 10,86 разом з Окпхо-ільдон | 39 188 разом з Окпхо 1(іль)-дон | Входить до Окпхо-дон |
| Окпхо 1(іль)-дон | 옥포1동  | 10,86 разом з Окпхо-ідон   | 39 188 разом з Окпхо 2(і)-дон   | Входить до Окпхо-дон |
| Санмун-дон       | 상문동   | 34,68                      | 8 405                           |                      |
| Суян-дон         | 수양동   | 20,05                      | 9 638                           |                      |
| Чанпхьон-дон     | 장평동   | 6,98                       | 26 810                          |                      |
| Чансинпхо-дон    | 장승포동 | 2,15                       | 3 713                           |                      |

## Туризм і пам'ятки
- Кога — один з найбільших у світі мостів завдовжки 8,2 кілометра, що з'єднує Кодже з материком і кількома дрібними прибережними островами
- Історичний парк у таборі для військовополонених. Колишній табір для військовополонених часів Корейської війни, в якому утримувались до 173 тисяч осіб, нині перетворений на музей просто неба
- Щорічний січневий фестиваль любителів зимового плавання
- Щорічний жовтневий фестиваль мистецтв
- Кодже відомий своїми пляжами та гірським туризмом. У місті є 12 обладнаних для відпочинку пляжів, найбільші з яких — пляжі Куджора, Хактон і Токпхо. Попри невеликий розмір острова Коджедо, на ньому є кілька гір, придатних для занять гірським туризмом. Найвідоміша гора Коджедо — Керьонсан заввишки 566 метрів, розташована в центрі острова

## Символи
Як і решта міст і повітів Південної Кореї, Кодже має низку символів:
- Дерево: сосна Тунберга
- Птах: чайка
- Квітка: камелія
- Маскоти: Мондорі і Монсуні